# Der Schwarze Schwan (Nassim Nicholas Taleb)

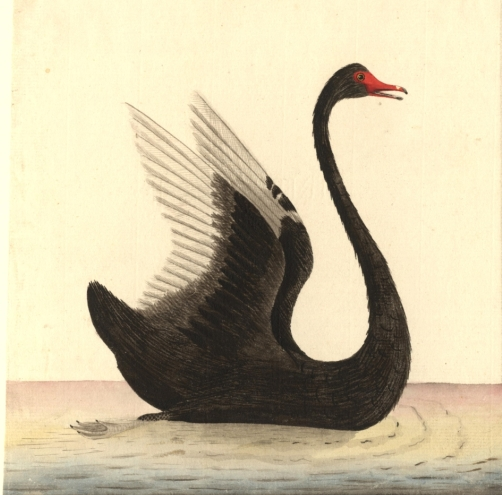
Illustration um 1790

Der Schwarze Schwan: Die Macht höchst unwahrscheinlicher Ereignisse ist ein 2007 erschienenes Buch des Publizisten und ehemaligen Optionshändlers Nassim Nicholas Taleb. Das Werk konzentriert sich auf die extremen Auswirkungen seltener und unvorhersehbarer Ausreißerereignisse, die er „Black Swan“ nennt, und auf die Tendenz des Menschen, nachträglich vereinfachende Erklärungen für diese Ereignisse zu finden. Taleb nennt dies die Black-Swan-Theorie.
Das Buch behandelt Themen in Bezug auf Wissen, Ästhetik sowie Lebensführung und verwendet Elemente der Fiktion und Anekdoten aus dem Leben des Autors, um seine Gedanken zu entwickeln. Es war 36 Wochen auf der New York Times Best Seller List.
Das Buch ist Teil von Talebs Pentalogie Incerto. Dazu gehören folgende Titel: Narren des Zufalls (2001), Der Schwarze Schwan (2007–2010), Kleines Handbuch für den Umgang mit Unwissen  (2013), Antifragilität (2013) und Skin in the Game (2018).

## Hintergrund

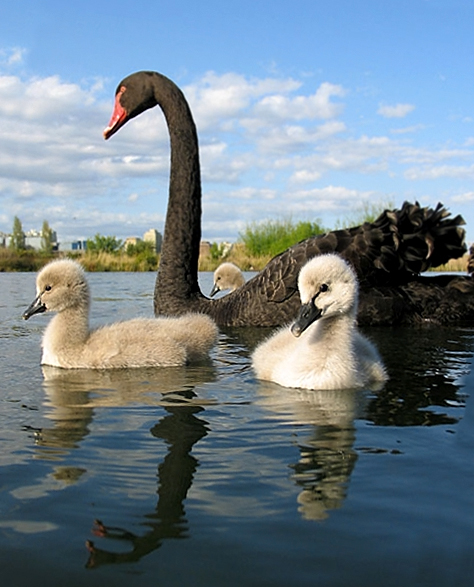
Schwarzschwan mit Jungtieren

Das Bild vom „schwarzen Schwan“ als gänzlich unerwartetes Ereignis geht auf den Satiriker Juvenal zurück. In Satiren VI, 161 nennt er eine treue Ehefrau rara avis in terris, nigroque simillima cygno (ein seltener Vogel in allen Ländern, am ähnlichsten einem schwarzen Schwan). Schwarze Schwäne waren damals in Europa unbekannt. In der Folge spricht Juvenal (Satiren VII, 202) auch vom „weißen Raben“: Felix ille tamen corvo quoque rarior albo (Ein solcher Glückspilz ist aber seltener als ein weißer Rabe).
Nachdem Willem de Vlamingh aber in Westaustralien 1697 tatsächlich Schwarzschwäne gesehen hatte und weitere Reisende über die schwarzen Schwäne Australiens berichteten, wurde die Redensweise in der englischen Sprache zur Metapher eines zwar unwahrscheinlichen, aber möglichen Ereignisses. Bei John Stuart Mill und später Karl Popper diente der schwarze Schwan als Beispiel für eine deduktive Falsifizierung.

## Inhalt
Der „Schwarze Schwan“ ist – wie andere Bücher Talebs auch – in Form von Essays mit vielerlei autobiographischen Anspielungen und Querverweisen gehalten. Zunächst diskutiert er seine These mit seiner Jugend in der Levante und der Geschichtsschreibung im Allgemeinen. Er postuliert auch ein triplet of opacity, eine Dreifaltigkeit des Missverstehens in Bezug auf die Geschichte und ihre Auswirkung auf die Gegenwart:
1. die Illusion, gegenwärtige Ereignisse zu verstehen,
2. die retrospektive Verzerrung historischer Ereignisse und
3. die Überbewertung von Sachinformation, kombiniert mit einer Überbewertung der intellektuellen Elite.

Taleb sieht es als müßig an, Schwarze Schwäne vorhersehen zu wollen. Sie zeichnen sich ja gerade durch ihr unerwartetes Erscheinen aus. Taleb geht es darum, Stabilität und Robustheit (abgeleitet vom Begriff der Robusten Schätzverfahren) gegenüber negativen Schwarzen Schwänen zu erreichen und bei positiven Schwarzen Schwänen diese besser auszunutzen. Taleb unterstellt dabei Banken und Aktienhändlern eine hohe Verwundbarkeit gegenüber Schwarzen Schwänen.
Im weiteren Verlauf berichtet Taleb über eine Neurologin namens Yevgenia Nikolayevna Krasnova und deren Buch A Story of Recursion, das aus einer Webveröffentlichung zum Weltbestseller geworden sein soll, in dem Sinne ein positiver Schwarzer Schwan. Ihr zweites, lang erwartetes Buch The Loop wurde als Meisterwerk bezeichnet. Es verkaufte sich allerdings so gut wie gar nicht. Es stellt somit einen negativen Schwarzen Schwan dar. Taleb schreibt seiner erfundenen Heldin eine Reihe seiner eigenen Charakterzügen zu. Krasnova widerspreche aber der Trennung zwischen Erzählung und Tatsachenbericht.
Der Autor unterscheidet zwischen den fiktiven Ländern Extremistan und Mediokristan. In Mediokristan herrsche ein Mittelmaß „mit wenigen extremen Erfolgen oder Fehlschlägen“. Eine einzige Beobachtung kann die Gesamtheit nicht bedeutungsvoll beeinflussen. Diese Eigenschaft der Nicht-Skalierbarkeit von Ereignissen spiegelt sich in der gaußschen Glockenkurve wider (siehe dazu den Artikel Normalverteilung). In Extremistan kann eine einzige Beobachtung das Ganze stark beeinflussen (Skalierbarkeit).
Die Vorannahme einer Normalverteilung eignet sich laut Taleb für eine kleine Anzahl von Gebieten wie Kriminalstatistik, Sterblichkeitsziffern und Dingen aus Mediokristan. Für historische Daten mit unbekannten Attributen und Dinge aus Extremistan eignet sich die Normalverteilung jedoch nicht. Auf der Annahme normalverteilter Daten beruhen viele wirtschaftswissenschaftliche Modelle wie das von Taleb kritisierte Black-Scholes-Modell.
Eine Möglichkeit zur Reduzierung von Auswirkungen Schwarzer Schwäne sieht Taleb in der fraktalen Zufälligkeit nach Benoît Mandelbrot. Taleb bezeichnet Schwarze Schwäne, die zu einem gewissen Grad erwartet werden können, als Graue Schwäne. Zu diesen Grauen Schwänen zählt der Autor „Erdbeben, Blockbuster bei Büchern und Börsencrashs“. Die Eigenschaften Grauer Schwäne lassen sich jedoch „nicht vollständig ermitteln“. Ebenso können die Grauen Schwäne oder deren Eigenschaften nicht präzise berechnet werden.
Zudem sieht Taleb die Interpretation eines Ereignisses als Schwarzer Schwan als abhängig vom Beobachter. Wenn ein Truthahn geschlachtet werde, sei dies womöglich ein Schwarzer Schwan für den Truthahn, während der zugehörige Metzger schlicht seinen Job macht. In dem Sinne sei es wichtig, die Truthahnposition zu vermeiden, um einen Schwarzen Schwan zu weißeln.
Taleb glaubt, dass die meisten Menschen – fest davon überzeugt, es gebe nur weiße Schwäne – „schwarze Schwäne“ ignorierten, weil es angenehmer sei, die Welt als geordnet und verständlich zu betrachten. Taleb nennt diese Blindheit „platonischer Fehlschluss“ und legt dar, dass er zu drei kognitiven Verzerrungen führt:
- Narrative Verzerrung (narrative fallacy): Das nachträgliche Schaffen einer Erzählung, um einem Ereignis einen plausiblen Grund zu verleihen;
- Ludische Verzerrung (ludic fallacy): Der Glaube daran, dass der strukturierte Zufall, wie er in Spielen anzutreffen ist, dem unstrukturierten Zufall im Leben gleicht. Taleb beanstandet die unreflektierte Anwendung von Modellen der modernen Wahrscheinlichkeitstheorie wie dem Random Walk; und
- Statistisch-regressive Verzerrung (statistical regress fallacy): Der Glaube, dass sich das Wesen einer Zufallsverteilung aus einer Messreihe erschließen lässt.

Taleb zufolge ist kontrafaktisches Denken eine Möglichkeit, sich vor Schwarzen Schwänen, also vor unbekanntem Nichtwissen zu schützen. Finanziell empfiehlt der Autor, rund 90 % des zur Verfügung stehenden Investitionsvolumens in extrem sichere Anlagen wie Staatsanleihen und rund 10 % in mehrere hoch spekulative Anlageformen wie Venture Capital zu stecken. Mit dieser Methodik könnten Schwarze Schwäne viel geringere negative Auswirkungen auf den Investitionserfolg haben.

## Anwendungen und Rezeption
Talebs Buch wurde ein populärwissenschaftlicher Bestseller, mehrfach aufgelegt und in verschiedene Sprachen übersetzt. Es gibt zudem eine Reihe wissenschaftlicher Anwendungen zu seinen Überlegungen, so anhand der Nuklearkatastrophe von Fukushima 2011. Forschende römischer Universitäten schlugen 2022 die Quantifizierung Weißer, Grauer und Schwarzer Schwäne zur evidenzbasierten Politikgestaltung und öffentlichen Debatte vor.
Neben dem Schwarzen Schwan als unvorhersehbares Hochrisikoereignis existieren weitere tierische Metaphern zur Beschreibung von Risikophänomenen. So beschreibt der Drache bzw. Drachenkönig (dragon/dragon king) abseh- und berechenbare Hochrisikoereignisse existentiellen Ausmaßes. Kritiker merken darum an, dass einige der von Taleb und in der anschließenden öffentlichen Debatte als Schwarze Schwäne bezeichneten Ereignisse real vorhersehbar und dementsprechend auch vorbeugbar seien.
Der Psychologe und Nobelpreisträger Daniel Kahneman wies dem Buch einen erheblichen Einfluss auf seine Gedankenwelt zu und erläuterte dies in seinem 2011 erschienenen Buch Schnelles Denken, langsames Denken. Der Kritik Talebs an statistischen Modellen wurde insoweit widersprochen, als Statistik auch ermögliche, drohende Schwarze Schwäne zu identifizieren. Der Begriff an sich wurde weniger in Frage gestellt. Als wissenschaftlich unzureichend werden Talebs Stil und sein erzählender Vortrag im Vergleich zum ursprünglichen Essay als Stilform gesehen.

## Ausgaben
- Nassim Nicholas Taleb: Der Schwarze Schwan: Die Macht höchst unwahrscheinlicher Ereignisse, (Originaltitel: The Black Swan, übersetzt von Ingrid Proß-Gill). Hanser, München 2008, ISBN 978-3-446-41568-3; Taschenbuchausgabe: dtv, München 2010, ISBN 978-3-423-34596-5.
  - Englische Originalausgabe: The Black Swan: The Impact of the Highly Improbable. Random House, New York 2007, ISBN 978-1-4000-6351-2. Das Buch wurde 2010 mit einer 2. Auflage inkl. des längeren Essays On Robustness and Fragility im Anhang abgeschlossen.
- Der Schwarze Schwan: Die Macht höchst unwahrscheinlicher Ereignisse. Albrecht Knaus Verlag, München 2015, ISBN 978-3-8135-0686-0. Die zuvor erschienenen Bände „Der Schwarze Schwan: Die Macht höchst unwahrscheinlicher Ereignisse“ (2008) und „Der Schwarze Schwan: Konsequenzen aus der Krise“ (2010) werden in dieser Ausgabe zusammengefasst und mit einem neuen Essay von Taleb eingeleitet.
- Antifragilität: Anleitung für eine Welt, die wir nicht verstehen. Albrecht Knaus Verlag, München 2013, ISBN 978-3-8135-0489-7.